# Cubocephalus hirtipes
Cubocephalus hirtipes là một loài tò vò trong họ Ichneumonidae.